# Folldalstromma

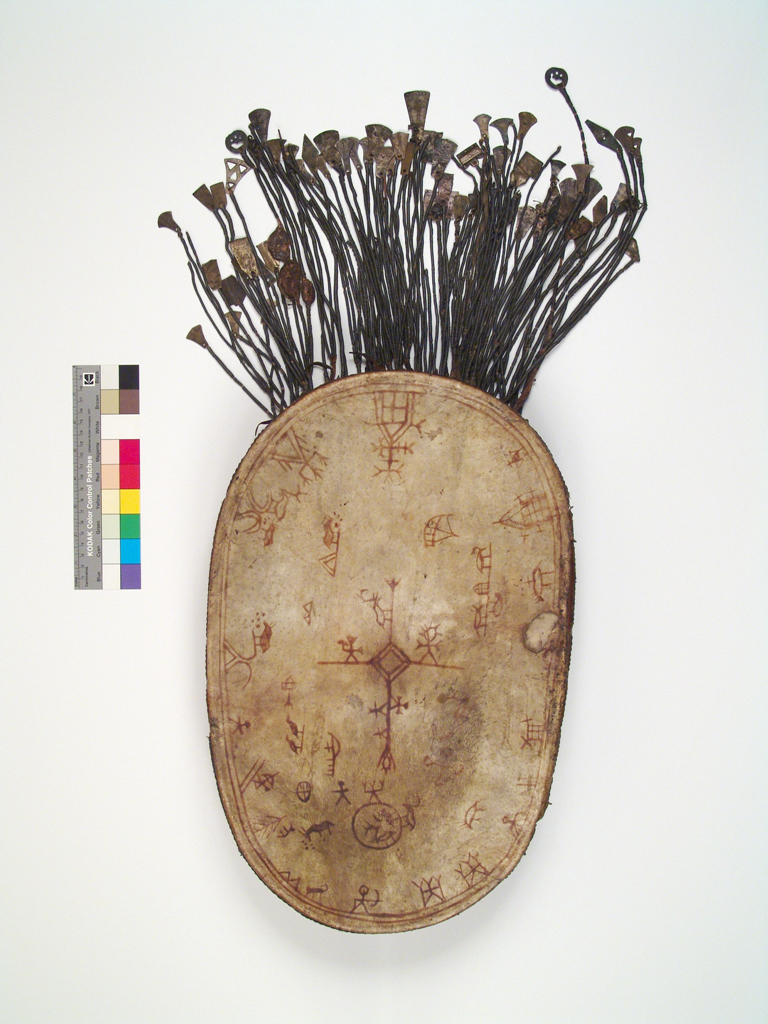
Folldalstromma.

Folldalstromma eller Frøyningsfjelltromma är en samisk trumma (sydsamiska: gievrie) från Helgeland i det sydsamiska området i Norge. Den är en av de bäst dokumenterade samiska trummorna i landet och har fått sitt namn efter Folldalen i Høylandets kommun och Frøyningsfjellet i Namsskogan i Namdalen i Trøndelag fylke som de sista ägarna Bendix Andersen Frennings Fjeld och Jon Torchelsen Fipling-Skov hade anknytning till.
Samernas apostel Thomas von Westen mötte ägarna år 1723 och de förklarade trummans symboler och deras betydelse för honom. Trumman konfiskerades samma år och förvarades på Kongens Kunstkammer i Köpenhamn från 1730. År 1837 flyttades den till Meininger Museum i Thüringen i Tyskland och ställdes ut.
Etnografen Just Qvigstad nämnde trumman i ett av de gamla handskrivna manuskript han lät publicera år 1903 och år 1910 identifierades den i Meiningen av professor Karl Bernhard Wiklund vid Uppsala universitet.
Trumman återlämnades till Sápmi den 3 november 2023 genom Bååstedeprojektet och förvaras  av Saemien Sijte i Snåsa.